# 羅禪征伐
羅禪征伐發生於1654年和1658年，朝鲜王朝应清朝要求，派出鸟铳手讨伐沙俄（朝鲜称“罗禅”）哥萨克军队的战争。中方称之为松花江口之战。

## 背景
1640年代，沙俄入侵黑龙江流域，建立雅克萨等殖民点，到处烧杀抢掠。此时清朝刚入关，主力部队在长城以南，中国东北地区防务空虚，1647年宁古塔（今黑龙江宁安）只有130余名驻军。1652年（顺治九年），清朝将军海色率600清兵在1500名赫哲族、达斡尔族等民众援助下与俄国206名哥萨克人进行乌扎拉村之战，清军武器落后，战术失当，惨败。1653年（顺治十年），清廷在宁古塔设立昂邦章京，以沙尔虎达为首任章京，增派300兵力驻防，并联络赫哲族、费雅喀族等被俄国骚扰的原住民共同抗击哥萨克。但清军火器不足，清朝要求属国朝鲜援助，特别嘱咐要“善使鸟铳”的朝鲜军士。
朝鲜受华夷之辨影响，对清朝很鄙夷，1627年丁卯之役后更是厌恶清朝，1636年丙子胡乱后被迫成为清朝属国，松锦之战中，清朝就征调朝鲜兵参与。但朝鲜国内反清思想浓厚，“北伐论”甚嚣尘上。朝鲜孝宗暗中策划“北伐”，并支持中国的“反清复明”运动。清朝对朝鲜有所察觉，因而发生了六使诘责事件。在这种情况下，清朝征调朝鲜士兵也有试探朝鲜的意图。
1653年1月底，俄国沙皇阿列克谢一世决定加大侵略黑龙江流域力度，派3000军队东征，后因粮食不够和西部国界纠纷，侵略力度减弱。斯捷潘诺夫接替哈巴罗夫到黑龙江流域掠夺。

## 过程

### 出征
朝鲜和俄国并无往来，当时沙俄探险队因饥饿，吃人肉，清朝称他们为“罗刹”，朝鲜将俄罗斯译为“罗禅”、“貉车”、“虏车”、“老叉”、“老羌”、“车汉”等。李瀷记载：“我孝宗九年戊戌，大国征我兵助攻车汉贼。车汉者，罗禅也。”1654年（顺治十一年，朝鲜孝宗五年）二月，清朝派使者韩巨源来到朝鲜，带来清朝礼部的咨文：“朝鲜选鸟枪善手一百人，由会宁府听昂邦章京率领，往征罗禅，以三月初十日到宁古塔。”朝鲜为缓和与清朝的关系，在领议政郑太和的建议下，以咸镜道兵马虞侯边岌为将出征。

### 战斗

#### 第一次征伐
朝鲜派100名鸟枪手，哨官1名，通词（翻译）2名，旗鼓手、火丁48名，加上将领边岌，共计152人的远征军前往讨伐俄国。朝军在会宁装束整顿后，渡过图们江，1654年（顺治十一年）农历三月二十六日在宁古塔和沙尔虎达部清军会师。当时八旗军300名，赫哲军300名，朝鲜军100名。农历四月二十一日，沙尔虎达率700军队从宁古塔出发，六天后在厚通江（混同江，今松花江）与斯捷潘诺夫率领的约400名俄国哥萨克兵遭遇。边岌给朝鲜孝宗的报告中称：“臣到曰哈（地名，松花江口附近）始遇贼舡，大舡十三只，可载三百石。小船二十六只，似倭舡矣。”中朝船舶“小者仅容四、五人，四十只；大者可容十七人，二十只”。边岌建议不打水战，诱敌深入，凭借有利的地形消灭敌人。清军将领同意，“择占江边地势最高处结阵”，朝鲜兵“围以柳棚，列置岸上”，“依屏而放炮”，“连日接战，贼多中丸死”。俄国史料记载：“6月6日（俄历，公历为6月16日）与博格达大军遭遇，博格达军带有各种火器——大炮和火绳枪。我们与该军交了火，博格达军的骑兵骑马、步枪架船与我们交战。他们用大型武器——大炮和火绳枪作战，他们向我船开炮轰击。他们从土筐垒的工事和土墙后面开火。”“许多军役人员受了伤，我们无法与这些博格达人继续作战了，因为库存的火药、铅弹均已用尽”。“他们打起仗来阵法娴熟，井然有序。”俄军伤亡惨重，斯捷潘诺夫决定由松花江逃往黑龙江上游，朝鲜军队无一伤亡。这次战斗朝鲜炮手发挥了很大作用，也是有史记载的俄国和朝鲜第一次接触。
五月十六日，中朝军队建筑土城后回军，六月十三日回到宁古塔，边岌“全师而还”朝鲜，朝鲜孝宗“特命边岌加资”。
邊岌在1655年对孝宗表示，对方是西洋人。

#### 第二次征伐
1658年，朝鲜远征军又到宁古塔用鸟枪与俄国交战，朝鲜称为第二次羅禪征伐。
俄国和朝鲜根本没有相互了解。俄国根本就不知道有清军中有朝鲜人的存在，而朝鲜也对“罗禅”非常生疏，将其附会为中国古籍中记载的坚昆、室韦或靺鞨的遗种。